# 林楚楚
林楚楚（英語：Florence Lim，1905年1月21日—1979年2月16日），祖籍廣東新會，中國電影演員，1925年到1954年間活躍于民國和英屬香港影壇。她是電影製片人黎民偉的平妻，演員黎鏗和黎锡的母親。前歌手兼演員黎姿是她的孫女。

## 略歷
林楚楚先祖是新會縣司前鎮（今屬江門市新會區）人，父母移居加拿大後於當地開設米鋪。她生於加拿大不列顛哥倫比亞省域多利。3歲時，父親去世，之後在加拿大域多利中華會館讀書，學得流利的中英文。9歲時，母親前去香港看病，12歲時前去與母親共同生活，在當地讀小學。之後就讀于英華女學校。經同窗好友黎杏球（即黎灼灼）的引薦，結識了黎的叔叔黎民偉。黎民偉比她年長12歲，於1920年將15歲的她娶為平妻。
1925年出演黎民偉手下民新影片公司的作品《胭脂》，正式踏足演藝圈。1926年公司北遷上海後，先後出演《海角詩人》和《西廂記》等默片。1930年公司改名為聯華影業公司後，又出演了《一剪梅》（1931）、《天倫 (電影)》（1935）和《國風》（1935）和《慈母曲》（1937），塑造了深得人心的慈母角色。而她的兒子黎鏗當時也在演藝圈嶄露頭角。

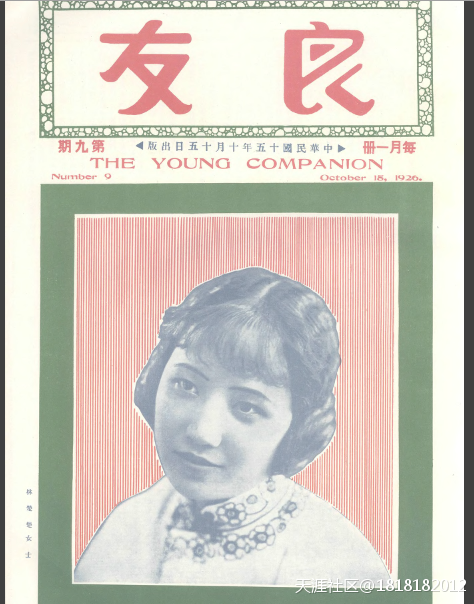
1926年9月《良友畫報》封面是林楚楚。

淞滬會戰爆發后，黎民偉將公司搬回香港。之後，林楚楚出演了許多愛國抗日電影。日軍侵略香港後，舉家到中國大陸逃難，先是在開平縣赤坎鎮落腳，期間林楚楚靠在街頭兜售舊衣服幫補家計。1943年，日軍進犯赤坎，黎家又逃到廣西桂林，在當地經營攝影館。戰後回到香港後，她繼續拍攝電影，直到丈夫1953年過世后隱退，撫育丈夫遺留下來的九個孩子。70年代重返大陸。1979年在香港病逝，享年75歲。

## 作品名錄
- 1925：《胭脂》
- 1926：《玉潔冰清》
- 1926：《和平之神》
- 1927：《海角詩人》、《復活的玫瑰》、《西廂記》、《觀音得道》
- 1928：《五女復仇》、《再世姻緣》、《木蘭從軍》
- 1930：《故都春夢》
- 1931：《一剪梅》
- 1932：《人道》、《續故都春夢》
- 1933：《城市之夜》
- 1934：《人生》
- 1935：《國風（英语：National Customs）》、《小天使》
- 1936：《母愛》、《靈肉之門》
- 1937：《新人道》、《慈母曲》、《溫生才炸孚琦》
- 1938：《戰雲情淚》
- 1939：《女兒香》
- 1940：《岳飛》、《血海花》
- 1941：《天涯慈父》、《陌路妻兒》、《正氣歌》
- 1946：《大雷雨》
- 1947：《麗春花》
- 1949：《靜靜的嘉陵江》
- 1953：《義犬救美》
- 1954：《改造太太》

## 后续
葉童曾在1992年電影《阮玲玉》飾演林楚楚。

## 外部連結
- 林楚楚在互联网电影资料库（IMDb）上的資料（英文）
- 林楚楚在香港影庫上的簡介
- 林楚楚在豆瓣上的资料（简体中文）
- 林楚楚在时光网上的簡介（简体中文）